# Richard Burton
Richard Burton (født 10. november 1925 i Pontrhydfen, West Glamorgan, Wales, Storbritannien, død 5. august 1984 i Céligny nær Genève, Schweiz) var en walisisk skuespiller.
Han blev født Richard Walter Jenkins Jr. og var det tolvte af tretten søskende i en fattig kularbejderfamilie. En folkeskolelærer, Philip Burton, underviste drengen i Shakespeare og det engelske sprog og adopterede ham siden hen, deraf navneændringen.
Burton betragtes som en af de bedste britiske skuespillere gennem tiderne og blev nomineret 7 gange til en Oscar for bedste mandlige hovedrolle. Efter at John Wayne havde vundet Oscar'en for bedste mandlige hovedrolle i 1970 pegede han statuen mod Burton i salen og sagde: "You should have this, not me."

## Karriere
Han debuterede på scenen i Liverpool i 1943. I 1948 fik han sin filmdebut i The Last Days of Dolwyn. Under indspilningen traf han sin første hustru, den walisiske skuespillerinde Sybil Williams, med hvem han fik to børn. Hans internationale gennembrud som filmstjerne kom 1958 i Look Back in Anger.
I 1963 mødte Burton Elizabeth Taylor under indspilningen af filmen Cleopatra. Han blev skilt fra sin første hustru og den 15. marts 1964 giftede han sig med Elizabeth Taylor.
I 1968 indspillede han sammen med Clint Eastwood efter Alistair MacLeans manuskript filmen Ørneborgen (Engelsk: Where Eagles Dare), som siden hen er blevet en ægte klassiker på højde med Cleopatra.
Taylor og Burton blev skilt i juni 1974, men giftede sig igen 10. oktober 1975. I august 1976 blev de skilt for anden gang.
Burton var siden gift med Suzy Hunt i seks år. Den 3. juli 1983 giftede han sig for femte og sidste gang. Denne gang med radioproducenten Sally Hay.
Filmatiseringen af George Orwells 1984 blev Richard Burtons sidste film.

## Film
| Year | Film                              | Role                  | Director                                                | Notes                                       | Ref(s)      |
| ---- | --------------------------------- | --------------------- | ------------------------------------------------------- | ------------------------------------------- | ----------- |
| 1949 | The Last Days of Dolwyn           | Gareth                | Emlyn Williams                                          |                                             | [ 1 ]       |
| 1949 | Now Barabbas                      | Paddy                 | Gordon Parry                                            |                                             | [ 1 ]       |
| 1950 | Waterfront                        | Ben Satterthwaite     | Michael Anderson                                        |                                             | [ 1 ]       |
| 1950 | The Woman with No Name            | Nick Chamerd          | Ladislao Vajda                                          |                                             | [ 1 ]       |
| 1951 | Green Grow the Rushes             | Robert "Bob" Hammond  | Derek N. Twist                                          |                                             | [ 2 ]       |
| 1952 | My Cousin Rachel                  | Philip Ashley         | Henry Koster                                            |                                             | [ 3 ] [ 4 ] |
| 1953 | The Desert Rats                   | "Tammy" MacRoberts    | Robert Wise                                             |                                             | [ 5 ]       |
| 1953 | The Robe                          | Marcellus Gallio      | Henry Koster                                            |                                             | [ 3 ]       |
| 1954 | Thursday's Children               | Narrator              | Lindsay Anderson                                        | Dokumentarfilm                              | [ 6 ]       |
| 1955 | Prince of Players                 | Edwin Booth           | Philip Dunne                                            |                                             | [ 3 ]       |
| 1955 | The Rains of Ranchipur            | Rama Safti            | Jean Negulesco                                          |                                             | [ 7 ]       |
| 1956 | Alexander the Great               | Alexander the Great   | Robert Rossen                                           |                                             | [ 3 ]       |
| 1957 | Sea Wife                          | Biscuit               | Bob McNaught                                            |                                             | [ 8 ]       |
| 1957 | Bitter Victory                    | Jimmy Leith           | Nicholas Ray                                            |                                             | [ 9 ]       |
| 1959 | Look Back in Anger                | Jimmy Porter          | Tony Richardson                                         |                                             | [ 10 ]      |
| 1960 | Ice Palace                        | Zeb Kennedy           | Vincent Sherman                                         |                                             | [ 10 ]      |
| 1960 | The Bramble Bush                  | Guy Montford          | Daniel Petrie                                           |                                             | [ 10 ]      |
| 1962 | Dylan Thomas                      | Narrator              | Jack Howells                                            | Dokumentarfilm                              | [ 11 ]      |
| 1962 | The Longest Day                   | David Campbell        | Ken Annakin, Andrew Marton, Bernhard Wicki, Gerd Oswald |                                             | [ 12 ]      |
| 1963 | Cleopatra                         | Marcus Antonius       | Joseph L. Mankiewicz                                    |                                             | [ 13 ]      |
| 1963 | The V.I.P.s                       | Paul Andros           | Anthony Asquith                                         |                                             | [ 14 ]      |
| 1964 | Zulu                              | Narrator              | Cy Endfield                                             |                                             | [ 15 ]      |
| 1964 | Becket                            | Thomas Becket         | Peter Glenville                                         |                                             | [ 16 ]      |
| 1964 | The Night of the Iguana           | T. Laurence Shannon   | John Huston                                             |                                             | [ 17 ]      |
| 1965 | What's New Pussycat?              |                       | Clive Donner                                            | Guest appearance                            | [ 18 ]      |
| 1965 | The Sandpiper                     | Edward Hewitt         | Vincente Minnelli                                       |                                             | [ 16 ]      |
| 1965 | The Spy Who Came in from the Cold | Alec Leamas           | Martin Ritt                                             |                                             | [ 16 ]      |
| 1966 | Who's Afraid of Virginia Woolf?   | George                | Mike Nichols                                            |                                             | [ 16 ]      |
| 1966 | Florence: Days of Destruction     | Narrator              | Franco Zeffirelli                                       | Dokumentarfilm                              | [ 19 ]      |
| 1967 | The Taming of the Shrew           | Petruchio             | Franco Zeffirelli                                       | Also producer                               | [ 20 ]      |
| 1967 | Doctor Faustus                    | Doctor Faustus        | Richard Burton, Nevill Coghill                          | Also producer                               | [ 21 ]      |
| 1967 | The Comedians                     | Brown                 | Peter Glenville                                         |                                             | [ 20 ]      |
| 1967 | The Comedians in Africa           | Himself               | Peter Glenville                                         | short subject made to promote The Comedians | [ 22 ]      |
| 1968 | Boom!                             | Chris Flanders        | Joseph Losey                                            |                                             | [ 23 ]      |
| 1968 | Where Eagles Dare                 | Jonathan Smith        | Brian G. Hutton                                         |                                             | [ 24 ]      |
| 1968 | Candy                             | McPhisto              | Christian Marquand                                      |                                             | [ 20 ]      |
| 1969 | Staircase                         | Harry C. Leeds        | Stanley Donen                                           |                                             | [ 25 ]      |
| 1969 | Anne of the Thousand Days         | Henry VIII of England | Charles Jarrott                                         |                                             | [ 26 ]      |
| 1971 | Raid on Rommel                    | Alex Foster           | Henry Hathaway                                          |                                             | [ 27 ]      |
| 1971 | Villain                           | Vic Dakin             | Michael Tuchner                                         |                                             | [ 28 ]      |
| 1972 | Under Milk Wood                   | First Voice           | Andrew Sinclair                                         |                                             | [ 29 ]      |
| 1972 | The Assassination of Trotsky      | Leon Trotsky          | Joseph Losey                                            |                                             | [ 30 ]      |
| 1972 | Hammersmith Is Out                | Hammersmith           | Peter Ustinov                                           |                                             | [ 26 ]      |
| 1972 | Bluebeard                         | Baron Kurt von Sepper | Edward Dmytryk                                          |                                             | [ 26 ]      |
| 1973 | Battle of Sutjeska                | Josip Broz Tito       | Stipe Delić                                             |                                             | [ 31 ]      |
| 1973 | Massacre in Rome                  | Herbert Kappler       | George P. Cosmatos                                      |                                             | [ 32 ]      |
| 1974 | The Voyage                        | Cesare Braggi         | Vittorio De Sica                                        |                                             | [ 33 ]      |
| 1974 | The Klansman                      | Breck Stancill        | Terence Young                                           |                                             | [ 33 ]      |
| 1977 | Exorcist II: The Heretic          | Philip Lamont         | John Boorman                                            |                                             | [ 33 ]      |
| 1977 | Equus                             | Martin Dysart         | Sidney Lumet                                            |                                             | [ 34 ]      |
| 1978 | The Medusa Touch                  | John Morlar           | Jack Gold                                               |                                             | [ 35 ]      |
| 1978 | The Wild Geese                    | Allan Faulkner        | Andrew V. McLaglen                                      |                                             | [ 34 ]      |
| 1978 | Absolution                        | Goddard               | Anthony Page                                            |                                             | [ 34 ]      |
| 1979 | Breakthrough                      | Rolf Steiner          | Andrew V. McLaglen                                      |                                             | [ 36 ]      |
| 1981 | Circle of Two                     | Ashley St. Clair      | Jules Dassin                                            |                                             | [ 34 ]      |
| 1981 | Lovespell                         | Mark of Cornwall      | Tom Donovan                                             |                                             | [ 34 ]      |
| 1983 | Wagner                            | Richard Wagner        | Tony Palmer                                             |                                             | [ 37 ]      |
| 1983 | To the Ends of the Earth          | Narrator              | William Kronick                                         | Dokumentarfilm                              | [ 38 ]      |
| 1984 | Nineteen Eighty-Four              | O'Brien               | Michael Radford                                         |                                             | [ 37 ]      |